# S. T. Joshi
Pour les articles homonymes, voir Joshi.
Œuvres principales
- Clefs pour Lovecraft

Sunand Tryambak Joshi, dit S. T. Joshi est un critique littéraire et essayiste américain spécialiste des littératures de l'imaginaire et notamment de l'œuvre de H. P. Lovecraft. Sa biographie de Lovecraft fait désormais référence. Il a dirigé plusieurs éditions des œuvres de Lovecraft chez différents éditeurs aux États-Unis, ainsi qu'en Grande-Bretagne dans la collection des Penguin Classics. On lui doit également plusieurs volumes annotés des œuvres d'Ambrose Bierce, et des essais sur John Dickson Carr, Lord Dunsany, Algernon Blackwood ou M. R. James, dont il a également dirigé des éditions critiques. Il a aussi publié des bibliographies de Lovecraft, Bierce, Dunsany et Ramsey Campbell, et travaille actuellement à celles de William Hope Hodgson, Ray Bradbury et Clark Ashton Smith. Durant plusieurs années, il a dirigé la collection des Horror Classics chez Dover Publications.
Joshi a publié aux États-Unis plusieurs essais sur le thème de l'athéisme, en faveur duquel il milite activement.

## Publications

### Publications en langue anglaise

#### Répertoires bibliographiques
- (en) 200 Books by S. T. Joshi : A Comprehensive Bibliography, New York, Hippocampus Press, 2014, 200 p. (ISBN 978-1-61498-094-0, présentation en ligne).
- (en) S. T. Joshi, H. P. Lovecraft and Lovecraft Criticism : An Annotated Bibliography, Holicong (Pennsylvanie), Wildside Press, 2002 (1re éd. 1981, Kent State University Press), 508 p. (ISBN 978-1-59224-012-8, lire en ligne).

#### Ouvrages
- (en) S. T. Joshi, H. P. Lovecraft : A Life, West Warwick, Necronomicon Press, 1996, XII-704 p. (ISBN 0-940884-89-5, présentation en ligne)Réédition augmentée : (en) S. T. Joshi, I Am Providence : The Life and Times of H.P. Lovecraft, vol. 1 et 2, New York, Hippocampus Press, 2010, 1200 p. (ISBN 978-1-61498-053-7, présentation en ligne).
- (en) S. T. Joshi, Ramsey Campbell and Modern Horror Fiction, Liverpool University Press, coll. « Liverpool Science Fiction Texts and Studies », 2001, 190 p. (ISBN 978-0-85323-775-4, présentation en ligne).
- (en) S. T. Joshi, The Rise and Fall of the Cthulhu Mythos, Poplar Bluff, Mythos Books, 2008, 324 p. (ISBN 978-0-9789911-8-0)Réédition augmentée : (en) S. T. Joshi, The Rise, Fall, and Rise of the Cthulhu Mythos, New York, Hippocampus Press, 2015, 357 p. (ISBN 978-1-61498-135-0, présentation en ligne).
- (en) S. T. Joshi, Lovecraft and a World in Transition : Collected Essays on H. P. Lovecraft, New York, Hippocampus Press, 2014, 645 p. (ISBN 978-1-61498-105-3, présentation en ligne).
- (en) S. T. Joshi, H.P. Lovecraft : The Decline of the West, Berkeley Heights, Wildside Press, 1990, 172 p. (ISBN 1-58715-068-9, présentation en ligne), [présentation en ligne].
- (en) S. T. Joshi, A Subtler Magick : The Writings and Philosophy of H. P. Lovecraft, Gillette (New Jersey), Wildside Press, 1996, 3e éd., 316 p. (ISBN 1-880448-61-0, présentation en ligne).
- (en) S. T. Joshi et David Schultz, An H. P. Lovecraft Encyclopedia, New York, Hippocampus Press, 2004 (1re éd. 2001), 362 p. (ISBN 0-9748789-1-X, présentation en ligne).
- (en) S. T. Joshi, The Weird Tale : Arthur Machen, Lord Dunsany, Algernon Blackwood, M. R. James, Ambrose Bierce, H. P. Lovecraft, Holicong (Pennsylvanie), Wildside Press, 2003 (1re éd. 1990, Austin, University of Texas Press), XII-292 p. (ISBN 978-0-8095-3122-6, lire en ligne).

#### Direction d'ouvrages collectifs
- (en) S. T. Joshi (dir.) et David Schultz (dir.), An Epicure in the Terrible : A Centennial Anthology of Essays in Honor of H.P. Lovecraft, New York, Hippocampus Press, 2011 (1re éd. 1991), 380 p. (ISBN 978-0-9846386-1-1, présentation en ligne).
- (en) S. T. Joshi (dir.), Dissecting Cthulhu : Essays on the Cthulhu Mythos, Lakeland, Floride, Miskatonic River Press, 2011, 278 p. (présentation en ligne).

### Publications en langue française
- S. T. Joshi (trad. Joseph Altairac, préf. Joseph Altairac), Clefs pour Lovecraft : suivi d'une Bibliographie des textes critiques par Jean-Luc Buard, Amiens, Encrage, coll. « Cahier d'études lovecraftiennes / Travaux » (no 2 / 7), 1990, 158 p. (ISBN 2-906389-23-4).
- S. T. Joshi (dir.) (trad. de l'anglais par Philippe Gindre), Qu'est-ce que le Mythe de Cthulhu ? [« What is the Cthulhu Mythos ? »], Dôle, La Clef d'argent, coll. « KhThOn » (no 1), 2007, 4e éd. (1re éd. 1990), 60 p. (ISBN 978-2-908254-50-1, présentation en ligne).
- Lovecraft : je suis Providence  (trad. de l'anglais), vol. 1, Chambéry, ActuSF, 2019, 704 p. (ISBN 978-2-36629-968-7, présentation en ligne).
- Lovecraft : je suis Providence  (trad. de l'anglais), vol. 2, Chambéry, ActuSF, 2019, 670 p. (ISBN 978-2-36629-975-5).